# 沈谷南
沈谷南（1909年—1965年），女，湖南湘乡人，中华人民共和国政治人物。
担任全国妇联西南区工作委员会副主任。1954年，当选第一届全国人民代表大会代表。